# Nettoyeurs de carreaux
Série Donald Duck
Pour plus de détails, voir Fiche technique et Distribution.
Nettoyeur de carreaux (Window Cleaners) est un court métrage d'animation américain des studios Disney avec Donald Duck, sorti le 20 septembre 1940.

## Synopsis
Donald est nettoyeur de carreaux sur un immense immeuble du centre-ville, assisté par Pluto qui se charge de hisser la plate-forme de nettoyage à chaque étage. Mais malheureusement Pluto se met à dormir au moment où Donald a le plus besoin de lui.

## Fiche technique
- Titre original : Window Cleaners
- Titre français : Nettoyeur de carreaux
- Série : Donald Duck
- Réalisation : Jack King
- Scénario : Carl Barks, Jack Hannah
- Animation :
- Musique : Paul J Smith, Oliver Wallace
- Production : Walt Disney
- Société de production : Walt Disney Productions
- Société de distribution : RKO Radio Pictures
- Format : Couleur (Technicolor) - 1,37:1 - Son mono (RCA Sound System)
- Durée : 8 min
- Langue : Anglais
- Pays :  États-Unis
- Dates de sortie : États-Unis : 20 septembre 1940[1]

## Voix originales
- Clarence Nash : Donald Duck
- Lee Millar : Pluto

## Voix françaises
- Sylvain Caruso : Donald Duck

## Commentaires
Le principe du film n'est pas sans rappeler un « classique » avec le trio Mickey, Dingo et Donald : Nettoyeurs de pendules (1937).
Dans Nettoyeurs de carreaux (1940), Donald le riveur (1940) et Donald groom d'hôtel (1942), Donald Duck est présenté comme un employé urbain mais dans les années 1950, il devient un papa-poule dans un foyer de la classe moyenne.

## Titre en différentes langues
D'après IMDb :
- Suède : Kalle Anka som fönsterputsare

## Sorties DVD
- Les Trésors de Walt Disney : Donald de A à Z, 1re partie (1934-1941).